# Isayah Boers
Isayah Boers, né le 19 juin 1999, est un athlète néerlandais spécialiste du 400 mètres.

## Biographie
Il remporte la médaille de bronze du 4 × 400 m des championnats du monde en salle 2022 en ayant participé aux séries. Avec le relais néerlandais, il se classe 5e des championnats d'Europe à Munich.

## Palmarès
| Date | Compétition                    | Lieu     | Résultat | Épreuve         | Temps         |
| ---- | ------------------------------ | -------- | -------- | --------------- | ------------- |
| 2022 | Championnats du monde en salle | Belgrade | 3e       | 4 × 400 m       | séries        |
| 2022 | Championnats d'Europe          | Munich   | 5e       | 4 × 400 m       | 3 min 01 s 34 |
| 2023 | Championnats d'Europe en salle | Istanbul | 3e       | 4 × 400 m       | 3 min 6 s 59  |
| 2023 | Championnats du monde          | Budapest | 6e       | 4 × 400 m       | 3 min 00 s 40 |
| 2024 | Relais mondiaux                | Nassau   | 2e       | 4 × 400 m mixte | 3 min 11 s 45 |

## Records
| Épreuve | Épreuve   | Temps   | Lieu       | Date              |
| ------- | --------- | ------- | ---------- | ----------------- |
| 400 m   | Plein air | 45 s 58 | Bellinzone | 12 septembre 2022 |
| 400 m   | En salle  | 45 s 72 | Apeldoorn  | 19 février 2023   |